# Kościół Narodzenia Najświętszej Maryi Panny w Kościeliskach
Kościół Narodzenia Najświętszej Maryi Panny – rzymskokatolicki kościół parafialny położony we wsi Kościeliska (gmina Radłów). Kościół należy do parafii Narodzenia NMP w Kościeliskach w dekanacie Gorzów Śląski (diecezja opolska).

## Historia kościoła
Pierwsza wzmianka o kościele w Kościeliskach pochodzi z XVI wieku. Była to drewniana świątynia, która w 1878 roku została odnowiona. Kościółek ten istniał do początków XX wieku, kiedy to został zamknięty a następnie przeniesiony do miejscowości Gwoździany. W 1947 roku wybudowano nową, murowaną świątynię. Umieszczono w nim wyposażenie ze „starego” kościoła, w tym obraz Matki Boskiej z Dzieciątkiem, pochodzący z XVI wieku.